# Чемпіонат Німеччини з хокею 1992—1993
Чемпіонат Німеччини з хокею 1993 — 76-ий чемпіонат Німеччини з хокею, чемпіоном став Дюссельдорф ЕГ.

## Попередній етап
| М   | Команда          | І  | Пер | Н  | Пор | Ш       | О  |
| --- | ---------------- | -- | --- | -- | --- | ------- | -- |
| 1.  | Дюссельдорф ЕГ   | 44 | 31  | 8  | 5   | 190:108 | 70 |
| 2.  | Кельн            | 44 | 23  | 10 | 11  | 152:117 | 56 |
| 3.  | Крефельдер ЕВ    | 44 | 23  | 7  | 14  | 165:118 | 53 |
| 4.  | ЕС Хедос         | 44 | 21  | 8  | 15  | 143:111 | 50 |
| 5.  | Маннхаймер ЕРК   | 44 | 20  | 6  | 18  | 151:139 | 46 |
| 6.  | БСК Пройзен      | 44 | 17  | 11 | 16  | 136:141 | 45 |
| 7.  | Кауфбойрен       | 44 | 16  | 9  | 19  | 144:163 | 41 |
| 8.  | ХК Ратінген      | 44 | 14  | 11 | 19  | 145:165 | 39 |
| 9.  | «Швеннінгер ЕРК» | 44 | 15  | 8  | 21  | 138:155 | 38 |
| 10. | ЕВ Ландсгут      | 44 | 14  | 8  | 22  | 126:160 | 36 |
| 11. | Фрайбург         | 44 | 12  | 8  | 24  | 140:164 | 32 |
| 12. | Айсберен Берлін  | 44 | 8   | 6  | 30  | 118:207 | 22 |

Скорочення: М = підсумкове місце, І = ігри, Пер = перемоги, Н = нічиї, Пор = поразки, Ш = закинуті та пропущені шайби, О = набрані очки

## Втішний раунд

### 1 раунд
- Айсберен Берлін — «Швеннінгер ЕРК» 6:4, 5:2, 5:0, 5:2
- ЕВ Ландсгут — Фрайбург 8:3, 2:3 Б, 8:1, 1:5, 5:2, 4:3

### 2 раунд
- Фрайбург — «Швеннінгер ЕРК» 4:3, 5:2, 2:1

### Перехідний матч
- Фрайбург — Вайсвассер 4:1, 3:1

## Плей-оф

### Чвертьфінали
- БСК Пройзен — Крефельдер ЕВ 4:3, 4:2, 2:3, 4:3 ОТ
- Кельн — Кауфбойрен 8:2, 3:1, 3:1
- Дюссельдорф ЕГ — ХК Ратінген 8:1, 5:1, 4:1
- Маннхаймер ЕРК — ЕС Хедос 0:3, 5:2, 4:1, 5:4

### Півфінали
- Дюссельдорф ЕГ — БСК Пройзен 3:2 ОТ, 3:2 ОТ, 2:1
- Кельн — Маннхаймер ЕРК 7:1, 1:3, 5:2, 6:2

### Фінал
- Дюссельдорф ЕГ — Кельн 5:4 ОТ, 2:5,	6:4, 0:2, 2:1 ОТ